# Aristolochia
Aristolochia es un gran género de plantas con más de 500 especies, de la familia Aristolochiaceae.

## Descripción
Es un género de arbustos, perennes y caducos, y hierbas perennes. Están expandidos en muchos lugares y climas pero no en Australia.
El tallo es erecto o enramado. 
Tiene hojas simples alternas y cordadas, membranosas. No tiene estípulas. 
Las flores crecen en las axilas de la hoja. Están infladas y de forma globosa en la base, continuando en un largo tubo perianto, terminando en un lóbulo lenguado, brillante. No hay corola. Esas flores tienen un especializado mecanismo de polinización, llamada trampa de polinización. Son plantas aromáticas y la fuerte esencia atrae insectos. La parte interna del perianto se cubre de pelos, actuando como atrapamoscas, y consigue llenarlas de polen.
El cáliz es de uno a tres partes, y de tres a seis dientes. Los sépalos se unen (gamosépalos). Hay de seis a 40 estámenes en un grupo. Se unen con el estilo, formando un ginostemium.
El ovario es inferior y tiene de cuatro a seis lóculos. 
El fruto es dehiscente: cápsula (fruto) con muchas semillas endospérmicas.

## Propiedades
Diversos estudios epidemiológicos y de laboratorio han demostrado la toxicidad de las plantas del género Aristolochia. Los componentes con Aristolochia se clasifican como Grupo 1 carcinógeno, al tener compuestos responsables de causar mutaciones asociadas a tumores del tracto urinario, en los riñones y el hígado.
Aristolochia ha sido relacionada como la posible causante de la nefropatía de los Balcanes, que causa daño renal túbulointersticial por un mecanismo tóxico todavía no bien conocido.

## Taxonomía
El género fue descrito por  Carlos Linneo y publicado en Species Plantarum 2: 960. 1753. La especie tipo es: Aristolochia rotunda L.
Etimología
Aristolochia: nombre genérico que deriva de las palabras griegas aristos (ἄριστος) = "mejor" y loquia (λοχεία) = "vientre"  Sin embargo, según Cicerón, la planta lleva el nombre de un tal "Aristolochos", que a partir de un sueño, había aprendido a utilizarla como un antídoto para las mordeduras de serpiente.

## Especies seleccionadas
- Aristolochia acutífolia
- Aristolochia anguicida
- Aristolochia arborea
- Aristolochia arcuata
- Aristolochia baetica
- Aristolochia bianorii
- Aristolochia bilabiata
- Aristolochia bilobata
- Aristolochia bracteolata
- Aristolochia bridgesii
- Aristolochia burelae
- Aristolochia californica
- Aristolochia cauliflora
- Aristolochia caudata
- Aristolochia clematitis
- Aristolochia chachapoyensis

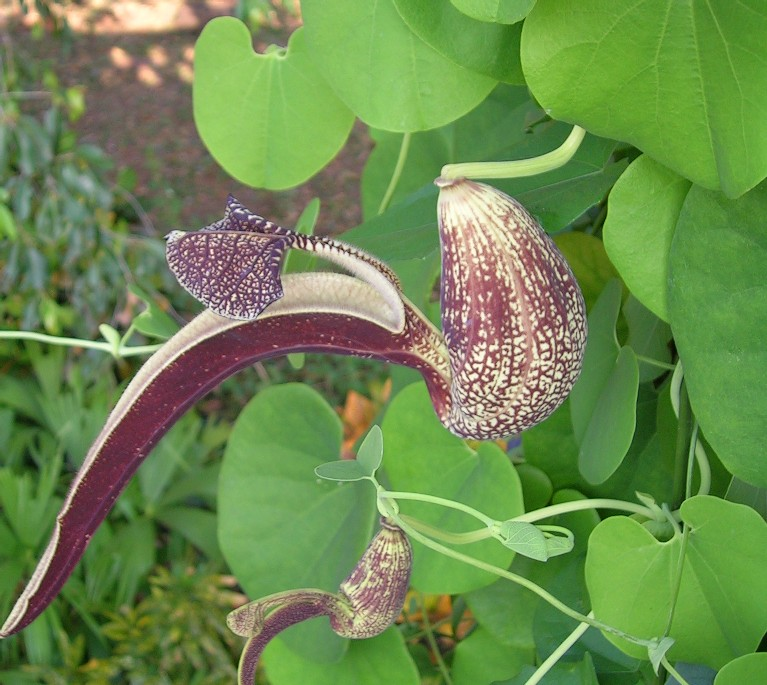
Aristolochia ornamental.

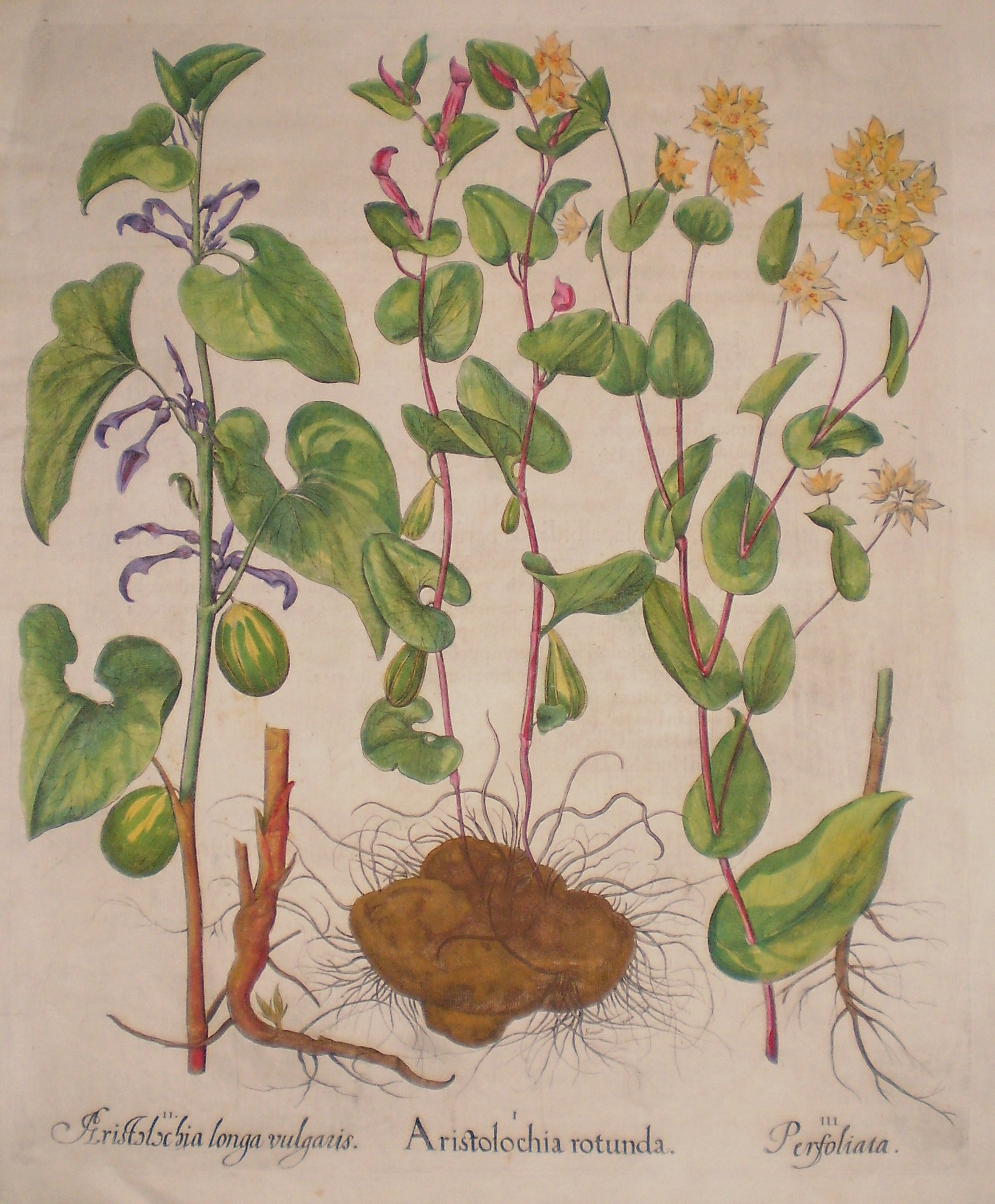
Aristolochia longa, Aristolochia rotunda y Perfoliata, del libro Hortus Eystettensis (1613).

- Aristolochia chapmaniana (sin. A. tonduzii)
- Aristolochia chilensis
- Aristolochia colossifolia
- Aristolochia constricta
- Aristolochia cordiflora
- Aristolochia cornuta
- Aristolochia coryi
- Aristolochia cymbifera
- Aristolochia daemoninoxia
- Aristolochia dalyi
- Aristolochia deltoidea
- Aristolochia didyma
- Aristolochia durior (sin. A. macrophylla)
- Aristolochia elegans (sin. A. littoralis)
- Aristolochia erecta
- Aristolochia esperanzae
- Aristolochia filipendulina
- Aristolochia fimbriata
- Aristolochia foetida
- Aristolochia galeata
- Aristolochia gigantea
- Aristolochia glandulosa
- Aristolochia grandiflora
- Aristolochia gorgona
- Aristolochia guentheri
- Aristolochia hians
- Aristolochia kewensis
- Aristolochia labiata
- Aristolochia leuconeura
- Aristolochia lindneri
- Aristolochia lingulata
- Aristolochia longa
- Aristolochia macrophylla
- Aristolochia macroura
- Aristolochia manchuriensis
- Aristolochia mathewsii
- Aristolochia maxima
- Aristolochia nana
- Aristolochia odoratissima
- Aristolochia orbicularis
- Aristolochia ornithocephala
- Aristolochia ovalifolia
- Aristolochia pallida
- Aristolochia paucinervis
- Aristolochia paulistana
- Aristolochia peltata
- Aristolochia pentandra
- Aristolochia pilosa
- Aristolochia pistolochia
- Aristolochia prostrata
- Aristolochia raja
- Aristolochia reticulata
- Aristolochia ridícula
- Aristolochia ringens
- Aristolochia rotunda
- Aristolochia rzedowskiana
- Aristolochia salvador
- Aristolochia schippii
- Aristolochia serpentaria
- Aristolochia silvatica
- Aristolochia sipho
- Aristolochia sprucei
- Aristolochia stomachoides
- Aristolochia surinamensis
- Aristolochia taliscana
- Aristolochia tagala
- Aristolochia tomentosa
- Aristolochia tricaudata
- Aristolochia salvadorensis